# Dysmicoccus rupestris
Dysmicoccus rupestris är en insektsart som beskrevs av Jennifer M. Cox 1987. Dysmicoccus rupestris ingår i släktet Dysmicoccus och familjen ullsköldlöss. Inga underarter finns listade i Catalogue of Life.